# Représentation des femmes dans les municipalités israéliennes
 (janvier 2016).
Si vous disposez d'ouvrages ou d'articles de référence ou si vous connaissez des sites web de qualité traitant du thème abordé ici, merci de compléter l'article en donnant les références utiles à sa vérifiabilité et en les liant à la section « Notes et références ».
Depuis qu’Israël a été créé, les femmes avaient le droit d’élire et d’être élu. À partir de 2015, 7 femmes travaillent en tant que maire en Israël (entre 256 municipalités).

## Les élections municipales en Israël
Les élections municipales en Israël sont les élections auxquelles les résidents des municipalités en Israël élisent le maire, ainsi que conseillers municipaux. Depuis la création d'Israël jusqu'en 1978 (la réforme en mode de scrutin), les habitants élisaient un parti et non pas le maire. Une fois que la coalition a été créée, le maire a été élu par les conseillers municipaux. En utilisant ce mode de scrutin, 18 femmes ont été élues maires. 

## Information statistique
À travers l’histoire, les chiffres montrent une augmentation du pourcentage des femmes élues conseillères municipaux ou maires : en 1965, les femmes constituaient 3,1 % des conseillers municipaux/maires en Israël. En 1989, le montant augmentait à 8,5 %. En 1993, le pourcentage s’accroissait à 10,9 % et 15,4 % jusqu’à 1998. La représentation féminine restait toujours étendue, étant donné que selon les statistiques de 1998, 88,8 % des conseils municipaux intégraient des femmes. Dans les villages et villes arabes, les femmes constituaient 0,4 % du montant total des conseillers et maires élus.

## La mobilisation pour la représentation féminine en Israël
Malgré l’augmentation constante du nombre des femmes dans les municipalités, la question du volume relativement faible des femmes élues pour des fonctions publiques reste entière.  Diverses raisons ont été proposées :
1. les femmes craignent éventuellement de s'impliquer en politique ;
2. les femmes se sentent toujours responsable exclusivement de l’éducation de leurs enfants et de la tenue du ménage ;
3. la connexion forte entre le pays et la religion ;
4. des enjeux urgents comme la sécurité nationale rendent la question d’égalité des sexes moins discutée ;
5. une autre théorie affirme qu’un mécanisme politique masculin met les femmes à l’écart.

Néanmoins, quelques partis israéliens veillent d’assurer des sièges pour les femmes dans les élections municipaux. Par exemple, le parti Meretz garantit 40 % de la liste des candidats (pour le rôle de conseiller municipal) pour les femmes. En conséquence, les femmes de Meretz ont constitué 37 % du montant total de représentation féminine dans les municipalités israéliens.
En outre, WEPOWER (« ken »), une ONG israélienne créée en 2000, promeuve de façon proactive le leadership féminin  dans toutes les positions de haut niveau. Plusieurs anciens membres des cours de formations de WEPOWER servent comme maires, membres du parlement et conseillères municipales. 